# Дюбо, Корали
Корали Дюбо (фр. Coralie Dubost; род. 4 марта 1983, Монпелье) — французский юрист и политик.

## Биография
Дочь профессора средневековой литературы, родилась 4 марта 1983 года в Монпелье. Получила университетский диплом по европейской интеграции в Центре европейских исследований университета Лион-3, в 2006 году окончила Университет Нанси II с дипломом магистра европейского права и в 2012 году — университет Монпелье I с дипломом по теории и философии права.
Профессиональную карьеру начала в 2007 году в компании Eurovia Management, отработав три года юристом. Впоследствии сотрудничала с Институтом европейского права в области прав человека (Institut de droit européen des droits de l’homme, IDEDH), в 2015 году работала в FACE. В 2016 году занялась политикой, вступив в новую партию «Вперёд, Республика!».
18 июня 2017 года во втором туре парламентских выборов победила в 3-м округе департамента Эро с убедительным результатом 60,45 % (её соперником во втором туре был кандидат Непокорённой Франции Стефан Видаль; действующий депутат, социалистка Фанни Домбр-Кост безнадёжно проиграла в первом туре, оставшись с результатом 11,51 % на четвёртом месте).

## Личная жизнь
По меньшей мере с 2018 года находится в близких отношениях с Оливье Вераном, назначенным министром здравоохранения в 2020 году.